# 잡염
잡염(雜染, 산스크리트어: saṃkleśa)은 악(惡)한 마음작용과 유부무기(有覆無記)의 마음작용을 통칭하는 말이다. 한편, 이러한 일반적인 용법과는 달리 《성유식론술기》 제2권말에서는 잡염을 유루선 · 악 · 무기의 3성을 모두 포함하는 의미, 즉, 유루법의 의미로 사용하고, 염이라는 말만을 번뇌(악과 유부무기)의 뜻으로 사용한다. 《성유식론술기》가 유식학의 중요 논서인 《성유식론》의 1차적으로 중요한 주석서이기 때문에 유식학 계통의 고대와 현대의 글에서 《성유식론술기》의 용법을 따라 잡염 또는 잡염법을 유루선 · 악 · 무기를 포괄하는 유루와 동의어인 것으로 사용하고 염 또는 염법을 번뇌(악과 유부무기)의 의미로만 사용하는 경우가 적지 않다.
악(惡)과 유부무기(有覆無記)의 공통점은 모두 지혜 특히 진여의 무분별지를 장애하고 가린다는 것이며, 차이점은 악(惡)은 미래세에 나쁜 과보 즉 나쁜 이숙과를 일으키는 직접적인 원인이 되지만 유부무기(有覆無記)는 지혜를 장애할 뿐 나쁜 과보 즉 나쁜 이숙과를 일으키는 직접적인 원인은 되지는 않으며 다만 직접적인 원인을 유발하는 간접적인 원인이 되는 것이다.
음역하여 승길례삭(僧吉隸爍, saṃkleśa)이라고도 한다. 잡염법(雜染法) · 염오법(染汚法) 또는 염법(染法)이라고도 하고, 간단히 줄여서 잡(雜) 또는 염(染)이라고도 한다.
잡염은 번뇌(煩惱) 즉 유루법(有漏法)과 동의어이고 청정(清淨)의 반대말이다.  또한 번뇌에 물들어 마음(6식 또는 8식, 즉 심왕, 즉 심법)이 오염(汚染)되는 것 즉 번뇌와 상응하고 있는 상태의 마음(6식 또는 8식, 즉 심왕, 즉 심법)을 뜻하기도 한다. 예를 들어, 염혜(染慧) 또는 염오혜(染污慧)는 오염된 지혜라고 번역되는데, 《대승광오온론》에 따르면, 염혜는 '번뇌와 함께 하는[煩惱俱]' 지혜[慧]를 뜻한다. 즉, 일반적인 표현으로는, 번뇌에 물든 상태의 지혜를 말하며, 엄밀한 표현으로는, 번뇌 즉 '부정적인 마음작용'과 상응[俱, 함께 함]하고 있는 상태의 지혜를 말한다.

## 잡염심소
구체적으로 정의하자면, 잡염(雜染)은 설일체유부의 5위 75법의 법체계와 유가유식행파와 법상종의 5위 100법의 법체계에서 번뇌로 분류되는 마음작용들을 말한다. 또한 이들 번뇌성의 마음작용들을 통칭하여 잡염심소(雜染心所)라고도 부른다.

### 부파불교
부파불교의 설일체유부와 5위 75법의 법체계에서는, 심소법 가운데 대번뇌지법 · 대불선지법 · 소번뇌지법의 총 18가지의 마음작용을 잡염 즉 번뇌라 한다. 모두 나열하면 다음과 같다.
- 대번뇌지법(大煩惱地法: 6가지): 치(癡) · 방일(放逸) · 해태(懈怠) · 불신(不信) · 혼침(惛沈) · 도거(掉擧)
- 대불선지법(大不善地法: 2가지): 무참(無慚) · 무괴(無愧)
- 소번뇌지법(小煩惱地法: 10가지): 분(忿) · 부(覆) · 간(慳) · 질(嫉) · 뇌(惱) · 해(害) · 한(恨) · 첨(諂) · 광(誑) · 교(憍)

### 대승불교
대승불교의 유가유식행파와 법상종의 5위 100법의 법체계에서는, 심소법 가운데 번뇌심소 · 수번뇌심소의 총 26가지의 마음작용을 잡염 즉 번뇌라 한다. 모두 나열하면 다음과 같다. 이들 중 번뇌심소를 특히 근본번뇌라고도 한다.
- 번뇌심소(煩惱心所: 6가지): 탐(貪) · 진(瞋) · 만(慢) · 치(癡, 無明) · 의(疑) · 부정견(不正見, 惡見)
- 수번뇌심소(隨煩惱心所: 20가지)
  - 소수번뇌심소(小隨煩惱心所: 10가지): 분(忿) · 한(恨) · 뇌(惱) · 부(覆) · 광(誑) · 첨(諂) · 교(憍) · 해(害) · 질(嫉) · 간(慳)
  - 중수번뇌심소(中隨煩惱心所: 2가지): 무참(無慚) · 무괴(無愧)
  - 대수번뇌심소(大隨煩惱心所: 8가지): 불신(不信) · 해태(懈怠) · 방일(放逸) · 혼침(惛沈) · 도거(掉擧) · 실념(失念) · 부정지(不正知) · 산란(散亂)

## 같이 보기
- 3도: 견도 · 수도 · 무학도
  - 견도: 16심 · 고법지인
  - 무학도: 34심
  - 성문 수행계위: 4향4과 - 10결(= 5하분결 + 5상분결)
  - 보살 수행계위: 52위
- 현관: 4제현관 · 6현관
- 유루와 무루
- 번뇌의 해석
- 번뇌의 다른 이름
  - 개 · 결 · 계 · 구 · 구애 · 궤 · 근 · 뇌 · 누 · 박 · 상해 · 소 · 소유 · 소해 · 수면 · 수번뇌 · 악행 · 액 · 열 · 유쟁 · 쟁 · 전 · 전 · 조림 · 주올 · 취 · 치연 · 폭류 · 화
- 번뇌의 작용
- 번뇌의 분류
  - 3루
  - 4액
  - 4취
  - 4폭류
  - 5부: 견고소단 · 견집소단 · 견멸소단 · 견도소단 · 수도소단 = 견소단 + 수소단
  - 5주지번뇌
  - 견혹 + 수혹 = 견소단 + 수소단 = 미리혹 + 미사혹 = 분별기 + 구생기
  - 근본번뇌 + 수번뇌
  - 번뇌장 + 소지장
- 번뇌 = 근본번뇌 + 수번뇌
  - 근본번뇌 = 수면
    - 3근본번뇌: 탐 · 진 · 치
    - 6수면: 탐 · 진 · 만 · 무명 · 견 · 의
    - 7수면: 욕탐 · 진 · 유탐 · 만 · 무명 · 견 · 의
    - 10수면: 탐 · 진 · 만 · 무명 · 유신견 · 변집견 · 사견 · 견취 · 계금취 · 의
    - 12수면: 욕탐 · 진 · 색탐 · 무색탐 · 만 · 무명 · 유신견 · 변집견 · 사견 · 견취 · 계금취 · 의
    - 98근본번뇌(설일체유부)
      - 견혹 = 견소단 = 미리혹 = 분별기: 설일체유부의 88근본번뇌
      - 수혹 = 수소단 = 미사혹 = 구생기: 설일체유부의 10근본번뇌

    - 128근본번뇌(유식유가행파)
      - 견혹 = 견소단 = 미리혹 = 분별기: 유식유가행파의 112근본번뇌
      - 수혹 = 수소단 = 미사혹 = 구생기: 유식유가행파의 16근본번뇌

  - 수번뇌 = 전
    - 8전 · 10전 · 6번뇌구
    - 19수번뇌(설일체유부)
      - 소번뇌지법의 10가지 모두: 분 · 부 · 간 · 질 · 뇌 · 해 · 한 · 첨 · 광 · 교
      - 대불선지법의 2가지 모두: 무참 · 무괴
      - 대번뇌지법의 6가지 가운데 5가지: 방일 · 해태 · 불신 · 혼침 · 도거
      - 부정지법의 8가지 가운데 2가지: 수면 · 악작

    - 20수번뇌(유식유가행파)
      - 소수번뇌심소의 10가지 모두: 분 · 한 · 부 · 뇌 · 질 · 간 · 광 · 첨 · 해 · 교
      - 중수번뇌심소의 2가지 모두: 무참 · 무괴
      - 대수번뇌심소의 8가지 모두: 도거 · 혼침 · 불신 · 해태 · 방일 · 실념 · 산란 · 부정지
- 번뇌 = 잡염 = 유부무기 + 불선
  - 유부무기
    - 욕계의 번뇌의 일부 · 색계의 번뇌 · 무색계의 번뇌
    - 4근본번뇌(말나식의 4번뇌: 아치 · 아견 · 아만 · 아애)

  - 불선 · 악
    - 욕계의 번뇌의 대다수
    - 불선근
    - 5악 · 10악
- 번뇌 = 108번뇌 = 98수면 + 10전
- 번뇌 = 개: 5개
- 번뇌 = 결: 2결 · 3결 · 4결 · 5결 · 9결 · 10결(= 5하분결 + 5상분결) · 98결 · 108결
- 번뇌 = 구애: 3구애 · 5구애
- 번뇌 = 뇌: 3뇌
- 번뇌 = 누: 3루
- 번뇌 = 박: 3박 · 4박
- 번뇌 = 사: 7사 · 10사 · 98사 · 128사
- 번뇌 = 악행: 3악행
- 번뇌 = 취: 2취 · 4취

## 참고 문헌
- 곽철환 (2003). 《시공 불교사전》. 시공사 / 네이버 지식백과. |title=에 외부 링크가 있음 (도움말)
- 세친 지음, 현장 한역, 송성수 번역 (K.618, T.1612). 《대승오온론》. 한글대장경 검색시스템 - 전자불전연구소 / 동국역경원. K.618(17-637), T.1612(31-848). |title=에 외부 링크가 있음 (도움말)
- 안혜 지음, 지바하라 한역, 조환기 번역 (K.619, T.1613). 《대승광오온론》. 한글대장경 검색시스템 - 전자불전연구소 / 동국역경원. K.619(17-641), T.1613(31-850). |title=에 외부 링크가 있음 (도움말)
- 운허.  동국역경원 편집, 편집. 《불교 사전》. |title=에 외부 링크가 있음 (도움말)
- 호법 등 지음, 현장 한역, 김묘주 번역 (K.614, T.1585). 《성유식론》. 한글대장경 검색시스템 - 전자불전연구소 / 동국역경원. K.614(17-510), T.1585(31-1). |title=에 외부 링크가 있음 (도움말)
- (중국어) 무착 조, 현장 한역 (T.1605). 《대승아비달마집론(大乘阿毘達磨集論)》. 대정신수대장경. T31, No. 1605, CBETA. |title=에 외부 링크가 있음 (도움말)
- (중국어) 星雲. 《佛光大辭典(불광대사전)》 3판. |title=에 외부 링크가 있음 (도움말)
- (중국어) 세친 조, 현장 한역 (T.1612). 《대승오온론(大乘五蘊論)》. 대정신수대장경. T31, No. 1612, CBETA. |title=에 외부 링크가 있음 (도움말)
- (중국어) 안혜 조, 지바하라 한역 (T.1613). 《대승광오온론(大乘廣五蘊論)》. 대정신수대장경. T31, No. 1613, CBETA. |title=에 외부 링크가 있음 (도움말)
- (중국어) 안혜 조, 현장 한역 (T.1606). 《대승아비달마잡집론(大乘阿毘達磨雜集論)》. 대정신수대장경. T31, No. 1606, CBETA. |title=에 외부 링크가 있음 (도움말)
- (중국어) 호법 등 지음, 현장 한역 (T.1585). 《성유식론(成唯識論)》. 대정신수대장경. T31, No. 1585, CBETA. |title=에 외부 링크가 있음 (도움말)